# Sikhisme et orientation sexuelle
 (mars 2022).
La mise en forme du texte ne suit pas les recommandations de Wikipédia : il faut le « wikifier ».
Les points d'amélioration suivants sont les cas les plus fréquents. Le détail des points à revoir est peut-être précisé sur la page de discussion.
- Les titres sont pré-formatés par le logiciel. Ils ne sont ni en capitales, ni en gras.
- Le texte ne doit pas être écrit en capitales (les noms de famille non plus), ni en gras, ni en italique, ni en « petit »…
- Le gras n'est utilisé que pour surligner le titre de l'article dans l'introduction, une seule fois.
- L'italique est rarement utilisé : mots en langue étrangère, titres d'œuvres, noms de bateaux, etc.
- Les citations ne sont pas en italique mais en corps de texte normal. Elles sont entourées par des guillemets français : « et ».
- Les listes à puces sont à éviter, des paragraphes rédigés étant largement préférés. Les tableaux sont à réserver à la présentation de données structurées (résultats, etc.).
- Les appels de note de bas de page (petits chiffres en exposant, introduits par l'outil «  Source ») sont à placer entre la fin de phrase et le point final[comme ça].
- Les liens internes (vers d'autres articles de Wikipédia) sont à choisir avec parcimonie. Créez des liens vers des articles approfondissant le sujet. Les termes génériques sans rapport avec le sujet sont à éviter, ainsi que les répétitions de liens vers un même terme.
- Les liens externes sont à placer uniquement dans une section « Liens externes », à la fin de l'article. Ces liens sont à choisir avec parcimonie suivant les règles définies. Si un lien sert de source à l'article, son insertion dans le texte est à faire par les notes de bas de page.
- La présentation des références doit suivre les conventions bibliographiques. Il est recommandé d'utiliser les modèles {{Ouvrage}}, {{Chapitre}}, {{Article}}, {{Lien web}} et/ou {{Bibliographie}}. Le mode d'édition visuel peut mettre en forme automatiquement les références.
- Insérer une infobox (cadre d'informations à droite) n'est pas obligatoire pour parachever la mise en page.

Pour une aide détaillée, merci de consulter Aide:Wikification.
Si vous pensez que ces points ont été résolus, vous pouvez retirer ce bandeau et améliorer la mise en forme d'un autre article.

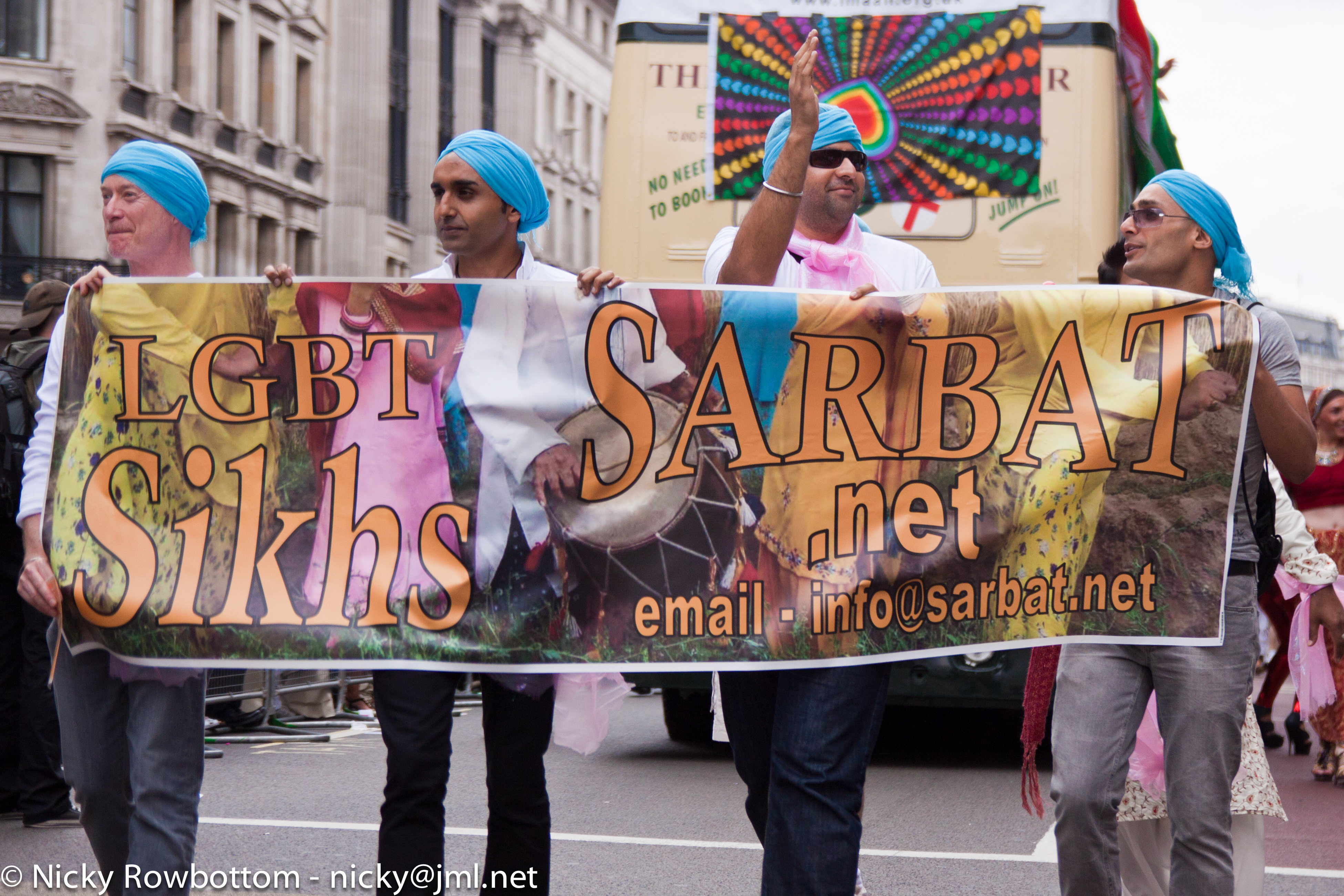
Sikhs LGBT à la gay pride de Londres

Le sikhisme, religion dharmique monothéiste fondée en Inde, n'a pas d'enseignements spécifiques sur l'homosexualité et les Saintes Écritures sikhes, le Guru Granth Sahib ne mentionnent pas explicitement l'hétérosexualité, l'homosexualité ou la bisexualité.
L'objectif universel d'un sikh est de n'avoir aucune haine ou animosité envers qui que ce soit, peu importe les critères de race, de caste, de couleur de peau, de croyance ou de sexe. Au cours des dernières années, le sujet de l'homosexualité est devenu beaucoup plus discuté dans les religions du monde entier, faisant d'une idée autrefois tabou un sujet de discussion ouverte entre les pratiquants.

## Déclarations et enseignements de Guru Granth Sahibji
Giani Joginder Singh Vedanti de l'Akal Takht (l'autorité temporelle Sikh en Inde) a condamné l'homosexualité. En mars 2005, il a déclaré aux députés canadiens sikhs en visite qu'ils avaient le devoir religieux de s'opposer au mariage homosexuel : « Le devoir fondamental des députés sikhs au Canada devrait être d'appuyer les lois qui mettent fin à ce genre de pratique [ l'homosexualité], parce qu'il y a des milliers de sikhs vivant au Canada, pour s'assurer que les sikhs ne deviennent pas la proie de cette pratique ».
Le fossé entre les partisans et les opposants aux droits des LGBT est devenu de plus en plus clair, devenant un fossé générationnel entre les conservateurs âgés et les jeunes libéraux. De nombreux sikhs pensent qu'il n'y a rien de mal à être LGBT ou à soutenir les droits des LGBT de manière plus générale, y compris le mariage homosexuel. Ces derniers pensent que le point de vue de certains prédicateurs de l'Akal Takht est erroné,.
Le Sikh Rehat Maryada met l'accent sur l'importance d'un mode de vie familial, et de nombreux sikhs pensent que, puisque les partenaires de même sexe ne peuvent pas se reproduire et fonder une famille, l'homosexualité doit être condamnée. Cette vision hétéronormative de la famille est remise en question par ceux pensant que le sikhisme est plus tolérant envers les personnes qui ne sont pas considérées comme « normales ». De nombreux adhérents pensent que le Rehat Maryada est censé être interprété et appliqué de manière libérale plutôt qu'être vécu comme un contrat contraignant.

## L'homosexualité dans les Écritures
Les écritures sikhes, Guru Granth Sahib, détaillent le comportement attendu de tous les sikhs. Elles encouragent fréquemment à la vie conjugale. Le mariage dans le sikhisme est considéré comme une union d'âmes, et l'âme est considérée comme asexuée, l'apparence des êtres humains étant un état temporaire voué à disparaître. Les défenseurs du mariage homosexuel se réfèrent à cela comme un soutien à l'égalité du mariage dans le sikhisme. Le Laavaan, la partie principale d'Anand Karaj, est lu lors des mariages sikhs pour unir deux âmes par le mariage. Dans ces hymnes, il n'y a aucune mention de genre, les participants étant plutôt considérés comme des âmes non-genrées. Le mariage est vu comme un voyage spirituel pour atteindre un bonheur durable en s'engageant dans la foi.

## Discussion actuelle
Bien que le sujet de l'homosexualité dans le sikhisme soit tabou, la jeune génération se tourne vers Internet pour trouver des réponses. Le Web est devenu un nouveau moyen pour les jeunes sikhs, nés à l'intérieur et à l'extérieur de l'Inde, de discuter de religion et de questions d'actualité de manière anonyme. Il est devenu un outil permettant aux jeunes sikhs d'obtenir des informations sans aucune gêne, sur des questions d'actualité qui ne sont peut-être pas abordées directement au sein de leurs communautés.
Certaines personnes utilisent Internet pour discuter du sujet de l'homosexualité. Un sikh, Manjinder Singh, décrit ses expériences en tant qu'homme sikh gay, utilisant sa propre plateforme sur YouTube pour atteindre un public plus large. Son but est de générer un dialogue, notamment sur ce que signifie être queer. Dans l'une de ses vidéos, il a une conversation avec sa mère sur l'homosexualité en punjabi (langue indo-irannienne). Cette vidéo définit ce que signifie être gai, lesbienne, bisexuel et transgenre et s'adresse à un public qui ne comprend pas nécessairement les différentes identités sexuelles ou de genre. D'autres stars sikhs célèbres de YouTube telles que le comédien sikh canadien Jus Reign (Jasmeet Singh), et Lilly Singh ont ouvertement exprimé leur soutien aux droits des LGBT. Cette dernière a notamment annoncé sa bisexualité sur Youtube.

## Identité

### Formation de l'identité
L'identité sikhe et les identités sexuelles affectent le concept de soi d'une personne et la façon dont elle se rapporte à sa communauté. Comme d'autres religions, le sikhisme s'efforce de cultiver un sentiment d'identité par le biais de pratiques religieuses, mais dans le sikhisme, il existe également une identité physique commune partagée. Grâce au processus de formation de l'identité, les gens commencent à construire un sentiment d'individualité qui leur permet de trouver des communautés de personnes auxquelles ils s'identifient. La formation de l'identité à l'intersection des identités sikhes et sexuelles n'a pas fait l'objet de nombreuses études. Alors que la diaspora sikh commence à se former dans des endroits comme la Grande-Bretagne, certains chercheurs souhaitent comprendre comment ces identités ethniques, religieuses et sexuelles affectent le concept de Soi. En effet, de nombreux sikhs queer ont du mal à concilier leur identité religieuse avec leur identité sexuelle.

### Récit
Certaines recherches visent à comprendre comment le récit sikh et le récit de la sexualité coïncident et s'opposent. Dans un article écrit par David Mair pour l'Université de Birmingham, David examine le récit de la vie d'un sikh ouvertement gay et pratiquant nommé Daljeet. Cette étude visait à comprendre comment les récits contradictoires affectent le concept de soi et la relation avec la communauté dans son ensemble. Après avoir eu une conversation approfondie avec Daljeet, David a constaté que bon nombre des luttes auxquelles il était confronté étaient dues au choc des récits dans sa propre vie. Les récits de Daljeet sur la masculinité, l'ethnicité, la religion et la sexualité indiennes étaient en conflit les uns avec les autres et son concept de soi en est profondément affecté. Ceux qui ne se conforment pas aux définitions hétéronormatives et binaires du genre et de la sexualité sont chargés de créer un nouveau récit qui intègre tous les aspects de leur identité de manière globale.